# Championnat du Danemark de football 1950-1951
Navigation
Saison précédente Saison suivante
La saison 1950-1951 du Championnat du Danemark de football était la 38e édition du championnat de première division au Danemark. Les 10 meilleurs clubs du pays sont regroupés au sein d'un poule unique où chaque formation rencontre tous ses adversaires deux fois, à domicile et à l'extérieur. Le club classé dernier est relégué en D2 et remplacé par le champion de la division inférieure.
C'est l'Akademisk Boldklub qui remporte la compétition en terminant en tête de la poule. C'est le 7e titre de champion du Danemark de l'histoire du club. C'est un véritable coup de tonnerre qui se produit en fin de saison : après avoir totalement raté son championnat, le triple tenant du titre, le KB Copenhague, termine dernier du classement et est relégué en deuxième division, où il ne restera qu'une seule saison avant de remonter parmi l'élite.

## Les 10 clubs participants
| - KB Copenhague - B 93 Copenhague - BK Frem Copenhague - Boldklubben 1903 - Akademisk Boldklub | - OB Odense - AGF Aarhus - Esbjerg fB - Køge BK - B 1909 Odense - Promu de D2 |

## Compétition

### Classement
Le barème utilisé pour établir le classement est le suivant :
- Victoire : 2 points
- Match nul : 1 point
- Défaite : 0 point

| Rang | Équipe             | Pts | J  | G  | N | P | Bp | Bc | Diff |
| ---- | ------------------ | --- | -- | -- | - | - | -- | -- | ---- |
| 1    | Akademisk Boldklub | 28  | 18 | 11 | 6 | 1 | 34 | 15 | +19  |
| 2    | OB Odense          | 19  | 18 | 8  | 3 | 7 | 19 | 26 | -7   |
| 3    | AGF Aarhus         | 18  | 18 | 5  | 8 | 5 | 31 | 28 | +3   |
| 4    | Køge BK            | 18  | 18 | 7  | 4 | 7 | 30 | 31 | -1   |
| 5    | Boldklubben 1903   | 17  | 18 | 7  | 3 | 8 | 25 | 24 | +1   |
| 6    | BK Frem Copenhague | 17  | 18 | 5  | 7 | 6 | 24 | 24 | 0    |
| 7    | B 93 Copenhague    | 17  | 18 | 7  | 3 | 8 | 27 | 28 | -1   |
| 8    | Esbjerg fB         | 16  | 18 | 7  | 2 | 9 | 31 | 37 | -6   |
| 9    | B 1909 Odense (P)  | 16  | 18 | 5  | 6 | 7 | 23 | 30 | -7   |
| 10   | KB Copenhague (T)  | 14  | 18 | 4  | 6 | 8 | 24 | 25 | -1   |

|  | Champion du Danemark 1950-1951                         |
|  | Relégation en deuxième division                        |
|  | (T) : Tenant du titre (P) : Promu de deuxième division |

### Matchs
| Résultats (▼dom., ►ext.) | AB  | AGF | B93 | 1903 | 1909 | Esbj | Frem | KB  | Køge | OB  |
| Akademisk Boldklub       |     | 0-1 | 2-1 | 2-1  | 1-1  | 5-0  | 4-3  | 2-1 | 2-2  | 0-0 |
| AGF Aarhus               | 0-0 |     | 3-3 | 0-2  | 6-0  | 2-3  | 1-1  | 3-3 | 1-1  | 4-1 |
| B 93 Copenhague          | 1-3 | 0-1 |     | 1-1  | 3-2  | 3-2  | 1-0  | 0-0 | 2-0  | 4-1 |
| Boldklubben 1903         | 1-2 | 2-0 | 1-0 |      | 3-1  | 4-1  | 1-1  | 3-1 | 3-0  | 0-4 |
| B 1909 Odense            | 1-2 | 2-2 | 3-1 | 1-0  |      | 3-2  | 0-3  | 0-0 | 4-1  | 0-0 |
| Esbjerg fB               | 0-1 | 3-1 | 1-4 | 3-0  | 2-1  |      | 3-1  | 4-2 | 2-0  | 1-3 |
| BK Frem Copenhague       | 1-1 | 2-2 | 2-1 | 2-1  | 0-0  | 1-1  |      | 2-0 | 1-3  | 0-1 |
| KB Copenhague            | 1-3 | 1-2 | 3-0 | 1-1  | 0-1  | 1-1  | 0-0  |     | 2-0  | 5-0 |
| Køge BK                  | 0-4 | 2-2 | 3-0 | 3-1  | 2-2  | 3-2  | 3-0  | 2-3 |      | 1-0 |
| OB Odense                | 0-0 | 2-0 | 0-2 | 1-0  | 2-1  | 2-0  | 1-4  | 1-0 | 0-4  |     |

## Bilan de la saison
| Tableau d'Honneur                   |                    |
| Compétition                         | Vainqueur          |
| Championnat du Danemark de football | Akademisk Boldklub |

| Promotion et relégation      |               |
| Relégué en deuxième division | KB Copenhague |
| Promu en Meistersbaksserien  | Skovshoved IF |